# مقاطعة بروجن
مقاطعة بروجن (بالفارسية: شهرستان بروجن) هي مقاطعة تقع في إيران في تشهارمحال وبختیاري. يقدر عدد سكانها بـ 113,795 نسمة .